# Lijst van voetbalinterlands Nepal - Tadzjikistan
Deze lijst van voetbalinterlands is een overzicht van alle officiële voetbalwedstrijden tussen de nationale teams van Nepal en Tadzjikistan. De landen speelden tot op heden vier keer tegen elkaar. Het eerste duel, een kwalificatiewedstrijd voor de Azië Cup 2019, vond plaats in Kathmandu op 5 september 2017. De laatste ontmoeting, een vriendschappelijke wedstrijd, werd gespeeld op 13 november 2024 in Doesjanbe.

## Wedstrijden
| № | Plaats    | Datum            | Competitie                 | Wedstrijd            | Uitslag |
| - | --------- | ---------------- | -------------------------- | -------------------- | ------- |
| 1 | Kathmandu | 5 september 2017 | Azië Cup 2019 kwalificatie | Nepal – Tadzjikistan | 1 – 2   |
| 2 | Doesjanbe | 10 oktober 2017  | Azië Cup 2019 kwalificatie | Tadzjikistan – Nepal | 3 – 0   |
| 3 | Sylhet    | 2 oktober 2018   | Vriendschappelijk          | Nepal − Tadzjikistan | 0 − 2   |
| 4 | Doesjanbe | 13 november 2024 | Vriendschappelijk          | Tadzjikistan − Nepal | 4 − 0   |

## Samenvatting
| Competitie            | Totaal gespeeld | Winst Nepal | Gelijk | Winst Tadzjikistan | Doelsaldo Nepal – Tadzjikistan |
| --------------------- | --------------- | ----------- | ------ | ------------------ | ------------------------------ |
| Azië Cup-kwalificatie | 2               | 0           | 0      | 2                  | 1 − 5                          |
| Vriendschappelijk     | 2               | 0           | 0      | 2                  | 0 − 6                          |
| Totaal                | 4               | 0           | 0      | 4                  | 1 − 11                         |

ANFA · A-internationals · Nepalees vrouwenelftal
1972 – 1989 ·
1990 – 1999 ·
2000 – 2009 ·
2010 – 2019 ·
2020 – 2029
Afghanistan ·
Algerije ·
Australië ·
Bahrein ·
Bangladesh ·
Bhutan ·
Brunei ·
Cambodja ·
China ·
Filipijnen ·
Hongkong ·
India ·
Indonesië ·
Irak ·
Iran ·
Japan ·
Jemen ·
Jordanië ·
Kazachstan ·
Kirgizië ·
Koeweit ·
Laos ·
Macau ·
Malediven ·
Maleisië ·
Mauritius ·
Myanmar ·
Noord-Korea ·
Oman ·
Oost-Timor ·
Pakistan ·
Palestina ·
Saoedi-Arabië · 
Singapore ·
Sri Lanka ·
Syrië ·
Tadzjikistan · 
Taiwan ·
Thailand · 
Turkmenistan ·
Verenigde Arabische Emiraten ·
Vietnam ·
Zuid-Korea
TFF · A-internationals · Tadzjieks vrouwenelftal
1994 – 1999 ·
2000 – 2009 ·
2010 – 2019 ·
2020 − 2029
Afghanistan ·
Australië ·
Azerbeidzjan ·
Bahrein ·
Bangladesh ·
Bhutan ·
Brunei ·
Cambodja ·
China ·
Estland ·
Filipijnen ·
Guam ·
Hongkong ·
India ·
Irak ·
Iran ·
Japan ·
Jemen ·
Jordanië ·
Kazachstan ·
Kirgizië ·
Koeweit ·
Libanon ·
Macau ·
Malediven ·
Maleisië ·
Mongolië ·
Myanmar ·
Nepal ·
Noord-Korea ·
Oeganda ·
Oezbekistan ·
Oman ·
Pakistan ·
Palestina ·
Qatar ·
Rusland ·
Saoedi-Arabië ·
Singapore ·
Sri Lanka ·
Syrië ·
Thailand ·
Trinidad en Tobago ·
Turkmenistan ·
Verenigde Arabische Emiraten ·
Vietnam ·
Wit-Rusland ·
Zuid-Korea